# Leopardo al sol
Leopardo al sol es una novela de la escritora colombiana Laura Restrepo, publicada en 1993. Está dividida en secciones no numeradas en tercera persona, con diálogos anónimos incrustados en la narrativa. Además, incorpora elementos del realismo mágico. Está basada en acontecimientos reales ligados a la Bonanza Marimbera y los enfrentamientos entre clanes dentro del pueblo wayú, aunque los personajes son ficticios.

## Argumento
Dos familias emparentadas, los Barragán y los Monsalve, están enfrascadas en una guerra fratricida. Nando Barragán la inició al asesinar a Adriano Monsalve, su primo hermano. Entonces ambas familias vivían en proximidad en el desierto y bajo los mismos negocios. Tras la muerte de Adriano, los dos clanes abandonaron sus ranchos desérticos, mudándose a la ciudad y el puerto. El Mani Monsalve —hermano menor de Adriano— es la cabeza de su familia.
En cada aniversario de la muerte violenta de uno de sus integrantes —fechas denominadas "zetas" en el libro—, la familia afectada atenta contra la vida de un varón de la familia rival. El clan que extermine primero los varones del grupo contrario gana la guerra. Hay reglas: no atentar contra la vida de mujeres y niños, no servirse de intermediarios para liquidar al rival, asesinar de frente en lugar de esperar a que el objetivo esté desprevenido.

## Personajes
- Nando Barragán , líder de los Barragán. Inicia la guerra entre su familia y la de los Monsalve al dar muerte a Adriano Monsalve , su primo. Siempre enamorado de Milena , mujer que lo abandonó. Casado con Ana Santana, costurera del barrio donde vive.
- El Mani Monsalve, líder de los Monsalve. Hiere a Nando en la rodilla al intentar asesinarlo. Es adicto a la Kola Román.
- Alina Jericó de Monsalve, esposa de Mani Monsalve. Antigua virreina nacional de la belleza, le advierte a su marido que lo abandonará si queda embarazada.
- Holman Fernely, asesino a sueldo. Lo contrata Frepe Monsalve, el mayor de los hermanos Monsalve, rompiendo las tradiciones de la guerra.
- Narciso, Arcángel, La Mona y El Raca Barragán, hermanos de Nando.
- Doctor Méndez, abogado de los Monsalve y los Barragán. Respetado por ambas familias. Se interesa en Alina.
- Severina de Barragán, matriarca de su clan. Alimenta los deseos de Nando de vengar a sus hermanos asesinados.
- Melba Foucon, relacionista y asesora de imagen del Mani Monsalve.
- El Bacán, vecino de los Barragán que se niega a asistir a la boda de Nando con Ana Santana. Juega al dominó con sus amigos y es ciego.

## Temas
El tema predominante es la venganza y sus consecuencias. Al perder un hijo, Severina, durante el cortejo fúnebre, suele decir: La sangre de mi hijo fue derramada, la sangre de mi hijo será vengada. Presiona a Nando para cumplir su deber de vengar a sus hermanos, lo que él termina haciendo más para satisfacer las expectativas de su clan que por iniciativa propia. Al dar muerte a Holman Fernely, Nando regresa a la casa esperando ser recibido con una fiesta que dure días. Sin embargo, al comunicarle a su madre su logro ella lo recibe con desdén:
—¿Qué más quieres? No mataste a un Monsalve. Solo a su perro

Nando se adormece, derrotado por la dualidad que lo atenaza desde niño: la dureza de las palabras de su madre, que abren heridas en su corazón, y la magia sedante de sus caricias, que vuelven a sanarlo.
La adopción de una cultura permisiva con el uso de la violencia y la ilegalidad como medios para adquirir poder adquisitivo es otro de los temas abordados. Los habitantes de "La Esquina de la Candela", el sector donde está la residencia de los Barragán, disfrutan relatando las historias de sus vecinos —verdaderas o no— pese a que sufren en carne propia las consecuencias de su guerra con los Monsalve. El Mani Monsalve, por otro lado, compra una casa colonial como primer paso para lavar su imagen de hampón y hacer que su esposa embarazada vuelva a su lado. Los antiguos dueños de la casa la pusieron a la venta para huir de la influencia de personas como el Mani, mas no tienen reparos en vendérsela a un precio más generoso que justo. Además, dejan colgados en las paredes los retratos de sus antepasados, permitiendo que el nuevo dueño se apodere de su historia. 
La señorita Foucon le informó que el militar del cuadro es el patriarca de la casa, el tatarabuelo de los anteriores dueños, héroe de las guerras civiles del siglo pasado. 
—¿Y qué tiene que ver conmigo ese viejo cacreco? ¿Por qué me lo tengo que aguantar en la mitad de mi sala? —le preguntó el Mani. 
Ella le respondió que ya se iría acostumbrando a verlo, como parte del proceso de ganar cancha y hacerse a un pasado ilustre. 

—Dentro de unos años, señor Monsalve —le predijo la asesora en imagen—, todo el mundo va a jurar que ese general fue su tatarabuelo, y hasta usted mismo se va a creer el cuento. 

## Adaptaciones
- Ojo por ojo. Telenovela basada en Leopardo al sol. Adaptada por Gustavo Bolívar con toques de Romeo y Julieta y producida por RTI Producciones para Telemundo.